# 入江岡駅

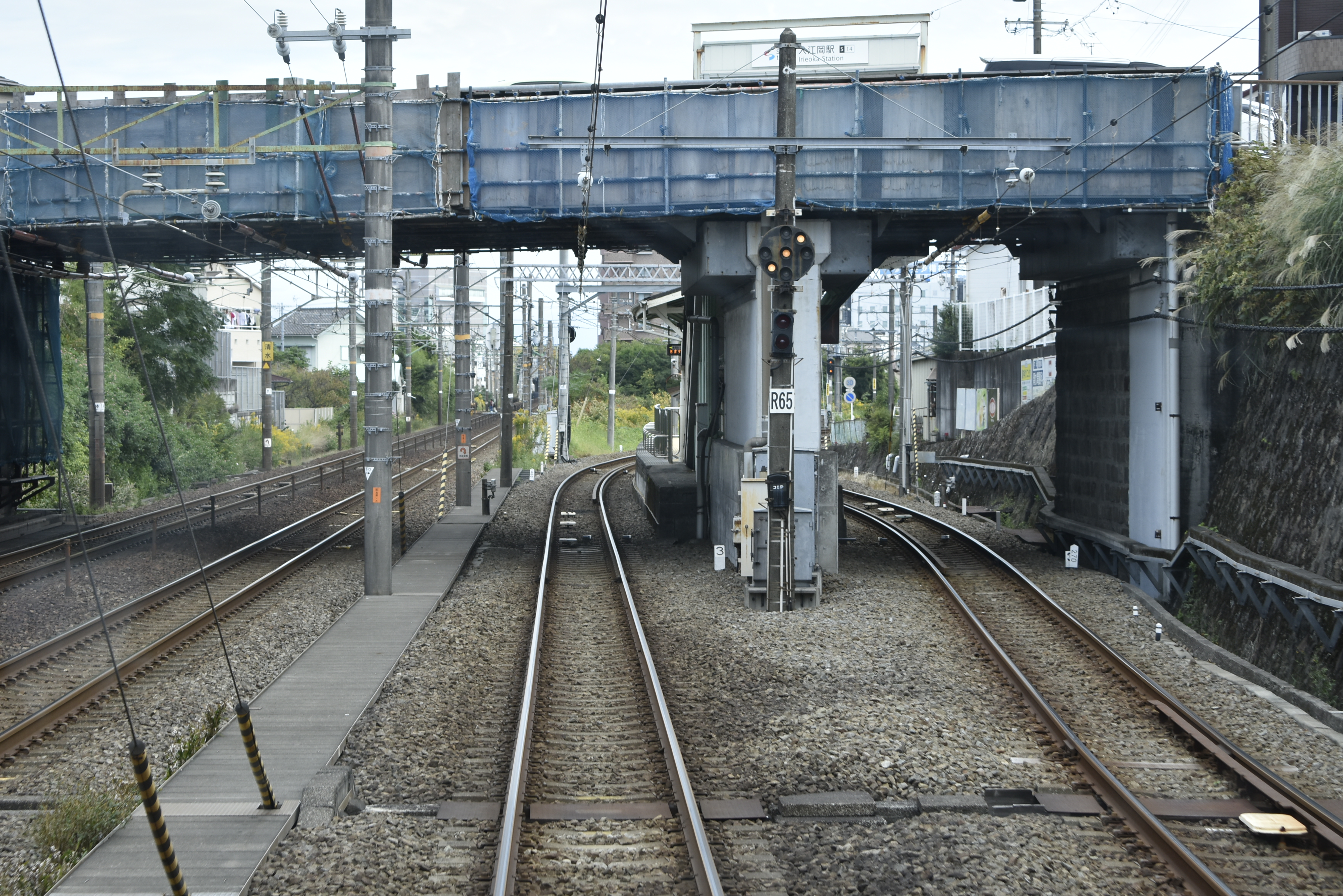
下り線から駅を見る（2020年10月）

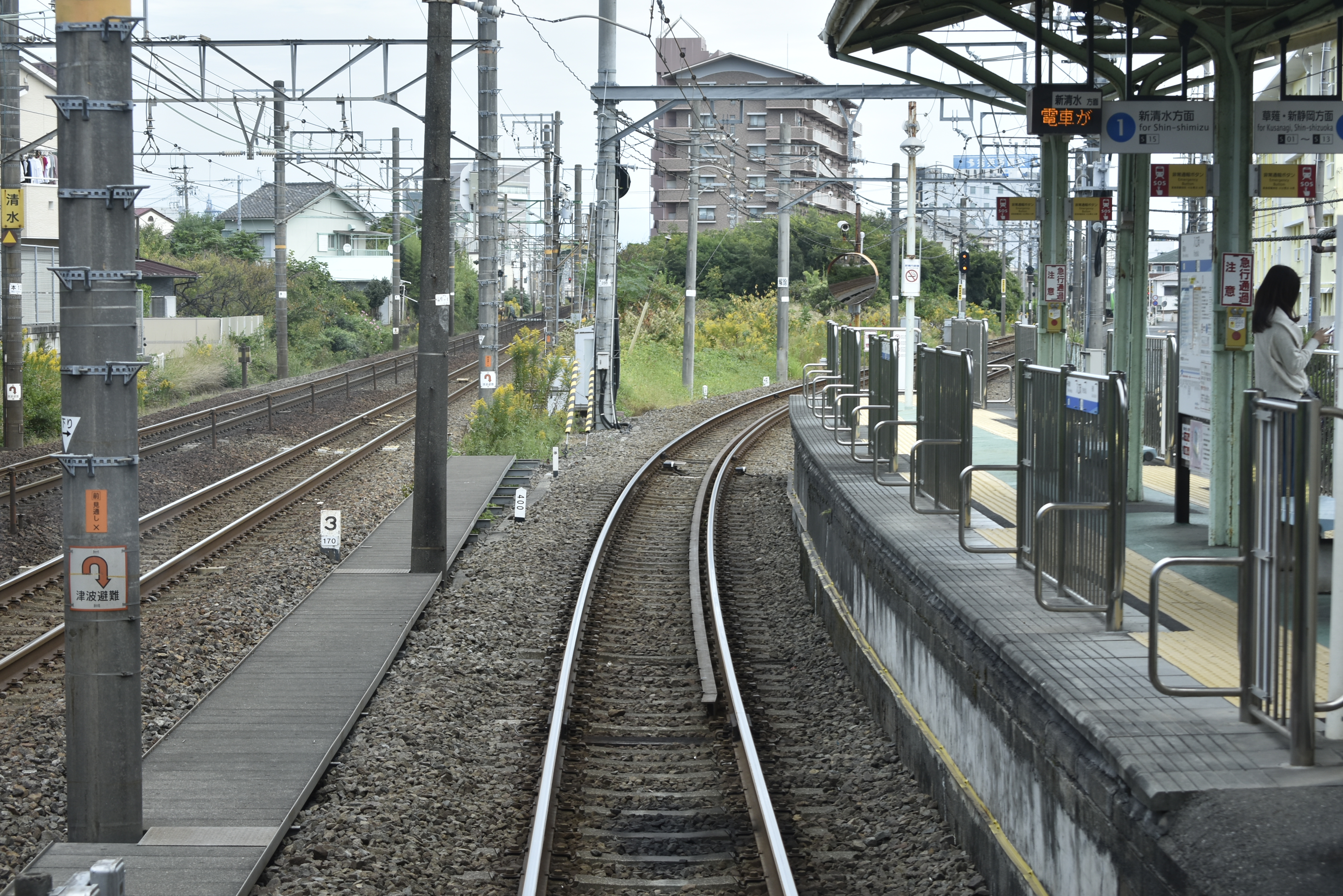
駅に入線（2020年10月）

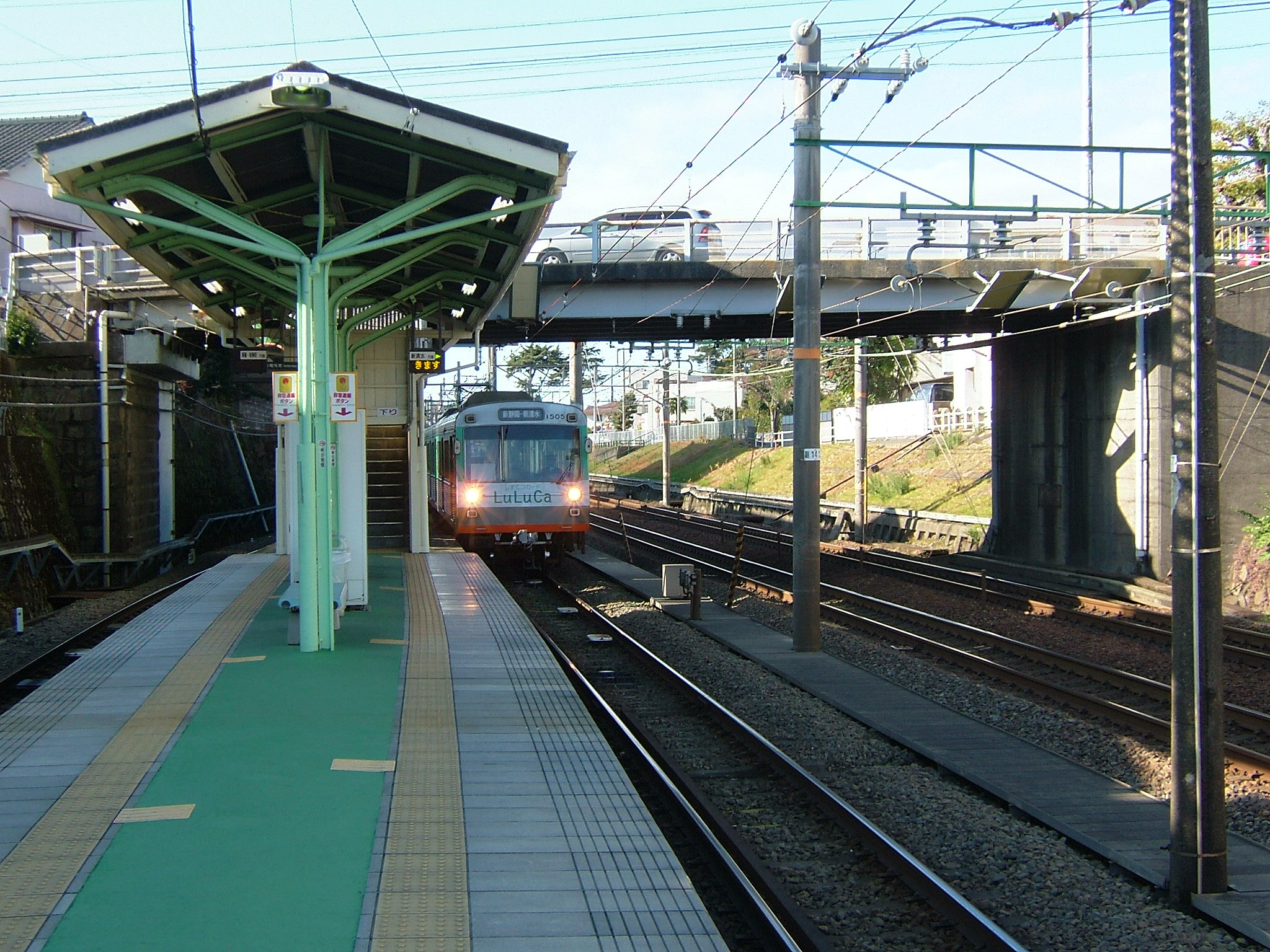
ホーム（2009年1月）

入江岡駅（いりえおかえき）は、静岡県静岡市清水区浜田町にある静岡鉄道静岡清水線の駅である。駅番号はS14。

## 歴史

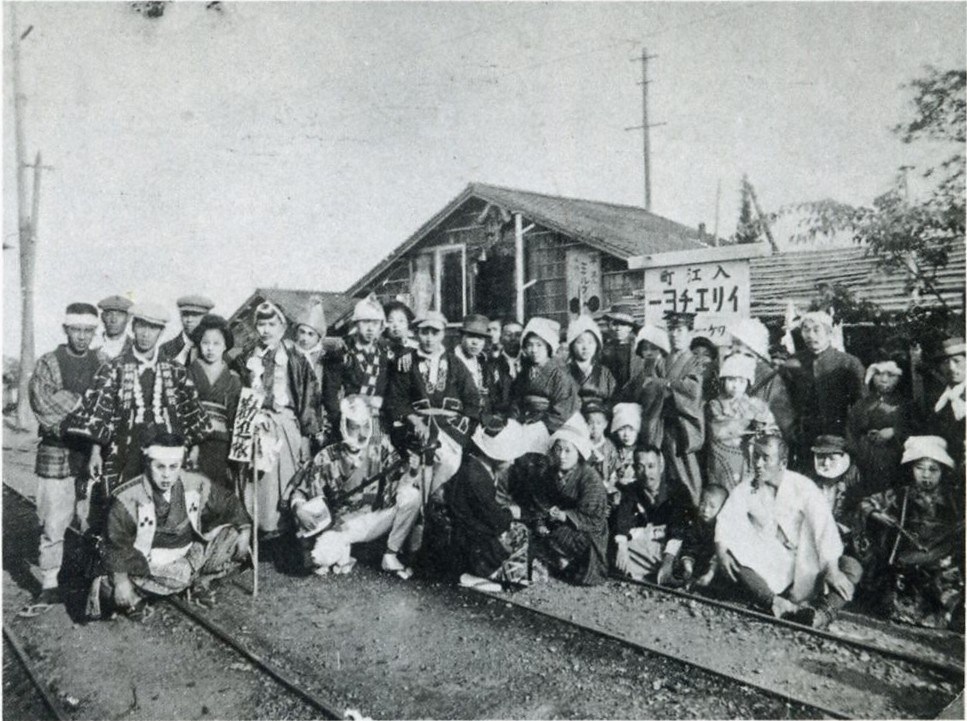
現在の入江岡駅付近に存在した旧線の入江町駅（1918年4月）

- 1908年（明治41年）12月9日：入江町駅開業。
- 1934年（昭和9年）：2月11日（仮）、8月21日（本）路線経路変更により入江町駅と入れ替わり入江岡駅開業（改称移動扱いか廃駅新設扱いかは不明）。

## 駅構造
島式ホーム1面2線の地上駅。東海旅客鉄道（JR東海）東海道本線と併走しているがそちらに駅は無い。静岡清水線とJR東海道本線を跨ぐ、県道跨線橋の途中に小さな駅舎があり、階段でホームに降りる構造となっている。
自動改札機は双方向対応のものが1機、自動券売機は1機設置されている。トイレはかつてはプラットホームの新静岡駅寄りの階段下に汲み取り式のトイレが存在したが、2011年頃に閉鎖されている。
駅の桜橋駅寄りには非常用の上下渡り線がある。

### のりば
| 乗り場 | 路線        | 方向 | 行先             |
| ------ | ----------- | ---- | ---------------- |
| 1      | ●静岡清水線 | 下り | 新清水方面       |
| 2      | ●静岡清水線 | 上り | 草薙・新静岡方面 |

## 利用状況
「静岡市統計書」によれば、2019年度の一日平均乗車人員は372人、降車人員は358人であった。この乗降人員数は、静岡清水線全15駅中最も少ない。なお、同統計によれば、近年の乗降人員は以下の通りである。
| 年度               | 1日平均乗降人員 | 1日平均乗降人員 | 1日平均乗降人員 |
| 年度               | 乗車人員        | 降車人員        | 合計            |
| ------------------ | --------------- | --------------- | --------------- |
| 2002年（平成14年） | 266             | 332             | 598             |
| 2003年（平成15年） | 269             | 335             | 604             |
| 2004年（平成16年） | 278             | 339             | 617             |
| 2005年（平成17年） | 434             | 386             | 820             |
| 2006年（平成18年） | 259             | 323             | 582             |
| 2007年（平成19年） | 260             | 324             | 584             |
| 2008年（平成20年） | 418             | 402             | 820             |
| 2009年（平成21年） | 391             | 371             | 762             |
| 2010年（平成22年） | 277             | 302             | 579             |
| 2011年（平成23年） | 275             | 310             | 585             |
| 2012年（平成24年） | 279             | 317             | 596             |
| 2013年（平成25年） | 336             | 320             | 656             |
| 2014年（平成26年） | 337             | 324             | 661             |
| 2015年（平成27年） | 363             | 344             | 707             |
| 2016年（平成28年） | 366             | 350             | 716             |
| 2017年（平成29年） | 372             | 360             | 732             |
| 2018年（平成30年） | 370             | 353             | 723             |
| 2019年（令和元年） | 372             | 358             | 730             |

## 駅周辺
建物が密集していて、商店や診療所などもある。隣駅桜橋駅までは約300メートルと非常に近い。
- 淡島神社
- 浜田公民館
- 静岡市立清水浜田小学校
- しずてつストア 入江店

### バス路線
しずてつジャストライン市立病院線入江岡駅前

## 隣の駅
静岡鉄道
S 静岡清水線
■急行・■通勤急行
通過
■普通
桜橋駅 (S13) - 入江岡駅 (S14) - 新清水駅 (S15)